# انچی، ایندر-ات-لوار
انچی، ایندر-ات-لوار (به فرانسوی: Anché, Indre-et-Loire) یک کمون در فرانسه است که در Canton of l'Île-Bouchard واقع شده‌است.

## خصوصیات
انچی ۷٫۹۹ کیلومترمربع مساحت و ۴۲۶ نفر جمعیت دارد.